# Седемдесет и осми мотострелкови полк
Седемдесет и осми мотострелкови полк е бивш полк от българската армия.

## История
Създаден е на 1 април 1951 г. със заповед № 145 на Министъра на народната отбрана като 78-и стрелкови полк. Съставът му е попълнен от 2-ри стрелкови батальон от 24-ти стрелкови полк и 2-ри стрелкови батальон от 38-и стрелкови полк. 78-и стрелкови полк е част от състава на 17-а стрелкова родопска дивизия. Със служебно писмо № 253 от 1960 г. на командира на 17-а стрелкова дивизия тя се преименува на мотострелкова, а от април полка също става мотострелкови. Полкът е разформирован през 1989 г.

## Наименования
- 78-и стрелкови полк (1951 – 1960)
- 78-и мотострелкови полк (1960 – 1989)